# Gaspard Auguste Brullé

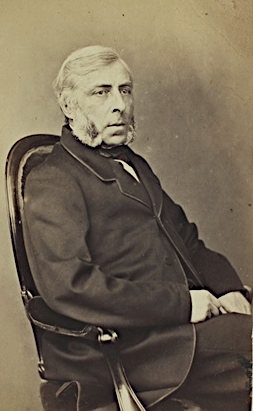
Gaspard Auguste Brullé (1809–1873)

Gaspard Auguste Brullé – auch Gaspard-Auguste Brullé, meist kürzer Auguste Brullé – war ein französischer Entomologe. Er lebte von 1809 bis 1873. Als Professor der Zoologie in Dijon war er jedoch auch auf anderen Gebieten der Zoologie tätig. Brullé benannte 26 Gattungen und beschrieb über 1400 Arten. Über hundert Mal wurde der Artnamen brullei vergeben.

## Kindheit und Jugend
Gaspard Auguste Brullé kam am 7. April 1809 als Sohn eines Friseurs in Paris zur Welt. Schon als Schüler zeigte sich, dass er sich besonders für die Naturwissenschaften interessierte. Er sammelte in der Gegend um Paris Insekten. Seine Broschüre mit 15 Seiten über einen Käfer im Jahre 1827 fand in der Fachwelt Beachtung. Sie begründete seine Teilnahme an der Morea-Expedition.

## Morea-Expedition
Die Morea-Expedition hatte zum Ziel, die Griechen in ihrem Freiheitskampf gegen das Osmanische Reich zu unterstützen. Nach dem Vorbild der Ägyptischen Expedition wurde parallel zur militärischen Expedition eine wissenschaftliche Expedition ausgerichtet, die den Peloponnes geographisch, geologisch, biologisch und kunsthistorisch erforschen sollte. Jean-Baptiste Bory de Saint-Vincent wurde zum Leiter bestellt, und Brullé mit zwei weiteren Zoologen gehörte zu den naturwissenschaftlichen Mitgliedern.
Die Wissenschaftler landeten am 3. März 1829 in Pilos, damals Navarino genannt. Wie aus dem Reisebericht von Bory hervorgeht, sammelte Brullé bei jeder möglichen Gelegenheit und mit großem körperlichen Einsatz Insekten und versuchte, möglichst viel Informationen über seine Funde festzuhalten und Skizzen anzufertigen. Bei einer Gelegenheit musste Bory einen Hund erschießen, der sich auf Brullé gestürzt hatte. Ein anderes Mal wäre Brullé fast in einem Sturzbach ertrunken. Wie die meisten Wissenschaftler wurde auch Brullé von heftigem Fieber erfasst, was einen überstürzten Rückzug nach Monemvasia und den vorzeitigen Abbruch des zoologischen Teils der Expedition erzwang. Von Monemvasia aus erreichten die Wissenschaftler mit einem Kaiki Nauplia. Nach ärztlicher Behandlung durch einen bayerisch-griechischen Arzt kehrten sie noch 1829 nach Frankreich zurück.
Die Ergebnisse der Aufsammlungen auf dem Peloponnes wurden 1832 veröffentlicht. Brullé listete 914 Gliedertiere und Ringelwürmer, ergänzt durch Quellenangaben und Beobachtungen. Dabei beschrieb Brullé 180 neue Käferarten, 96 neue Arten von Hautflüglern, 56 neue Arten der Zweiflügler, 35 neue Arten aus weiteren Insektenordnungen, 14 Arten bisher unbeschriebener Spinnentiere und 2 neue Ringelwürmer. Außerdem stellte er mehrere neue Gattungen auf.

## 1830–1839 in Paris
Nachdem er nach Frankreich und Paris zurückgekehrt war, widmete sich Brullé außer der Auswertung der Sammlungen vom Peloponnes hauptsächlich dem Aufbau einer Gesellschaft für Entomologie und der Arbeit am Museum für Naturgeschichte in Paris.

### Französische Gesellschaft für Entomologie
1832 gründete Brullé zusammen mit einigen anderen Entomologen die Entomologische Gesellschaft von Frankreich (Société entomologique de France). Ziel der Gesellschaft war es, in regelmäßigen Sitzungen und mit periodischen Veröffentlichungen den auch außerhalb Frankreichs erzielten Fortschritt der Entomologie bekannt zu machen, zu diskutieren und zu dokumentieren. Brullé nahm in dieser Gesellschaft von Beginn an die Stellung des 2. Sekretärs (secretaire adjoint) ein, dessen Aufgabe es war, die Jahresberichte der Tätigkeiten der Gesellschaft zu verfassen und den Sekretär (Alexandre Louis Lefèbvre de Cérisy) zu vertreten. Außerdem plante Brullé die Form der Annalen der Gesellschaft mit. 1837 löste er Lefèbvre als 1. Sekretär ab. Zu dessen Aufgabenbereich gehörte es, in jeder Sitzung ein detailliertes Protokoll zu erstellen, die Korrespondenz mit anderen Gelehrten zu führen und in den Sitzungen vorzulesen, die Beiträge zu Veröffentlichungen vorzutragen und die Herausgabe der Annalen zu überwachen.
In der Annalen veröffentlichte Brullé (auf Französisch)
- Abhandlung über eine neue Gattung der Dipteren aus der Familie der Tipularia in Band 1
- Über die Verwandlung Cladius disformis (Hymenoptera) in Band 1
- Über die Mundwerkzeuge der Libellen in Band 2
- Bemerkung über die Gattung Xiphura ...in Band 2
- Abhandlung über eine parasitische Hymenoptere … in Band 2
- Die Gattung Grabro (zusammen mit Le-Peletier-de-Saint-Fargeau) in Band 3
- Überprüfung der beiden Laufkäfergattungen Brachinus und Ditomus in Band 4

Brullé überließ der Gesellschaft auch 1839 je ein Exemplar seiner beiden Promotionsthesen zum Doktor der Naturwissenschaften (Thèse pour le doctorat en sciences).

### Arbeit am Naturkundemuseum
Das Naturkundemuseum von Paris (Museé national d’histoire naturelle) war eine staatliche Institution in Paris, die das Museumsgebäude mit naturwissenschaftlichen Sammlungen, eine Forsch- und Lehranstalt mit mehreren Lehrstühlen und den ehemaligen königlichen Garten mit Menagerie umfasste. Das Museum publizierte während Brullés Tätigkeit als Entomologe 1815 bis 1832 unter Mémoires du Muséum, von 1832 bis 1835 unter Nouvelles Annales du Muséum (kurz Annales) und ab 1839 mittels Archives du Muséum d'Histoire naturelle. Brullé wurde auf Empfehlung Borys ab 1832 (oder 1834 ?) wissenschaftlicher Mitarbeiter (aide-naturaliste) im Museum. Er wurde dort Audouin, Inhaber des erst 1829 errichteten Lehrstuhls Histoire naturelle des crustacés, des arachnides et des insectes ou animaux articulés (Naturgeschichte der Krebse, Spinnentiere und Insekten oder Gliedertiere) zugeteilt. Mit ihm als Mitautor veröffentlichte er in den Archives 1839 Des espèces nouvelles ou peu connues de la famille de Cicindelaedes … (Über neue oder wenig bekannte Arten der Cicindelen)
Außerdem publizierte Brullé 1837 in einer anderen Zeitschrift, deren zoologischer Teil der Aufsicht von Audouin unterlag, noch Beobachtungen über fehlende Tarsen bei manchen Insekten (Observations sur l'absence des tarses dans quelques Insectes). Er stellte darin die These auf, dass das Fehlen der Tarsen entgegen der herrschenden Meinung nicht Ergebnis eines Unfalls ist, sondern dass artspezifisch manche Arten Tarsen besitzen, andere nicht, bei manchen Arten auch nur ein Geschlecht Tarsen besitzt.
1834 erschienen in einer weiteren Zeitung seine kritischen Beobachtungen zu Synonymen bei Laufkäfern (Observations critiques sur la synonymie des Carabiques).
Mit Audouin zusammen gab Brullé die Bände IV, V, VI und IX der Histoire naturelle des Insectes heraus, auch wenn er im IV. Band noch nicht auf der Titelseite erwähnt wurde.
Der Naturwissenschaftler Alcide Dessalines d’Orbigny bereiste über mehr als sieben Jahre Südamerika. Im zweiten Teil des 6. Bandes seines Reiseberichtes wurden anfänglich die Insekten, die die Aufsammlungen dieser Reise lieferte, von Brullé ausgewertet, später jedoch wurde diese Arbeit von Émile Blanchard übernommen.
Philip Barker Webb und Sabin Berthelot bereisten die Kanaren. Brullé bearbeitete während seiner Zeit am Museum den Teil des Reiseberichts, der die aufgesammelten Krebstiere und Gliedertiere betraf.
|                                                      |
| links: Erlöser-Orden, rechts: Ritter der Ehrenlegion |

### Auszeichnungen
Bereits bei der Schaffung des griechischen Erlöser-Ordens (griechisch 'Τάγμα του Σωτήρος', französisch 'L'ordre grec du Sauveur') durch König Otto von Griechenland wurde Brullé als Ritter des silbernen Kreuzes (Ιππότης του Αγύρου Σταυρού) in der Schreibweise seines Namens Βρουλέ ausgezeichnet.
Im Band IV der Histoire naturelle des Insectes – Coléoptères II, die Brullé gemeinsam mit Audouin herausgab, sowie im Band Histoire naturelle des Insectes – Orthoptères et Hémiptères, der ebenfalls 1835 erschien, trug Brullé auf dem Titelblatt keinen Zusatz als Ordensträger. Im Band Histoire naturelle des Insectes – Coléoptères III von 1837 trägt Brullé sowohl den Titel Ritter des Erlöser-Ordens als auch die Auszeichnung Ritter der Ehrenlegion (Chevalier de la Légion-d'Honneur).

### Promotion
Wie damals üblich, legte Brullé zur Promotion 1839 der Fakultät der Wissenschaften in Paris zwei Thesen (Dissertationsschriften) vor.

1. Sur quelques points de la méthode en histoire naturelle et, en particulier, sur les limites du genre et de l'espèce (Über einige Prinzipien in der Naturgeschichte, insbesondere über die Abgrenzung von Gattung und Art)

2. Sur les gisements des insectes fossiles et sur les services que l'étude de ces animaux peut fournir à la géologie (Über die Lagerstätten fossiler Insekten und inwieweit das Studium dieser Tiere zusätzliche Erkenntnisse für die Geologie liefert).
Nach der Verteidigung seiner Thesen erreichte Brullé im Dezember 1839 den Grad eines Doktors der Naturwissenschaften (Docteur ès sciences).

## Ab 1839 in Dijon
Brullé wurde noch im Jahr 1839 in Dijon Inhaber des Lehrstuhls für Zoologie und Vergleichende Anatomie. Die damit verbundenen Aufgaben ließen die entomologischen Studien aus dem Zentrum seiner Tätigkeit verschwinden, er war auch nicht weiter in der Französischen Gesellschaft für Entomologie in Paris tätig. Man muss bedenken, dass Charles Darwin erstmals 1855 Gedanken zur Evolution publizierte. Brullé wurde durch die Vergleichende Anatomie darauf gestoßen, dass eine lineare Anordnung der Tiere (gemäß einer Schöpfungsgeschichte) nicht möglich war und dass man andere Modelle zur Anordnung der Tiere entwickeln musste. Darwin führte einen kurzen Briefwechsel mit Huxley über eine These von Brullé.
Brullé war seit 1841 Mitglied der Akademie der Wissenschaften, Schönen Künste und Literatur von Dijon (Académie des sciences, arts et belles-lettres de Dijon) und fungierte auch als deren Bibliothekar, später zusätzlich als Schatzmeister. 1861 wurde Brullé Dekan (doyen) der Naturwissenschaftlichen Fakultät in Dijon. Zusätzlich war er stellvertretender Bürgermeister (Adjoint au maire) von Dijon. Als Delegierter von Dijon trug er 1870 die Ausrufung der Republik in Paris auf kommunaler Ebene mit.
Brullé kannte alle gängigen europäischen Sprachen und übersetzte den Artikel über die Produktion von Perlen in China aus dem Holländischen ins Französische (Notice sur l'usage des perles en Chine et sur leur production provoqué artificiellement dans un mollusque d'eau douce). Im Alter begann Brullé noch Sanskrit zu lesen und veröffentlichte Untersuchungen über den Ursprung der Arier.
Brullé wurde von einer schmerzhaften Krankheit befallen und starb am 21. Januar 1873 im Alter von 64 Jahren.
In Dijon gibt es eine Straße, die nach Brullé benannt ist (Rue d’Auguste Brullé).

### Weitere Veröffentlichungen nach 1839
- 1842: Überlegungen über die Klassifikation der Tiere in parallelen Serien (Considerations sur la classification des animaux en séries parallèles)[29]
- 1841 und 1842: Neue Ideen zur Klassifikation der Insekten (Idées nouvelles sur la classification des Insectes in zwei Teilen)[30]
- 1840: Einleitung von 105 Seiten zu Castelnau et al.: Histoire naturelle des animaux articulés (Naturgeschichte der Gliedertiere)[31]
- 1844: Untersuchung über die Veränderungen der Körperanhänge der Gliedertiere (Recherches sur la transformation des appendices sur les articulés)[32]
- Von 1841 bis 1849 verfasst er im Dictionaire universelle d'Histoire naturelle(Universallexikon der Naturgeschichte) die Artikel Mund, Entomologie, Insekten und einige andere[33]
- 1846 vollendete er mit dem 4. Band das von Lepeletier 1836 begonnene Werk Histoire des Insectes – Hymenoptères[34]
- 1856 Zoologische Studien über die Ichneumoniden (Études zoologiques sur la famille des Ichneumonides)[35]

Eine Liste der Publikationen von Brullé enthält 32 Titel auf dem Gebiet der Entomologie, eine zweite Liste, die nicht vollständig in der ersten enthalten ist, enthält 29 Publikationen bis zum Jahr 1862.